# Секходжі Ангрія
Секходжі Ангрія (маратхі सेखोजी आंग्र, д/н —1733) — політичний та військовий діяч маратхів, саркхел (адмірал) в 1729—1733 роках.

## Життєпис
Старший син саркхела Канходжі Ангрія та Матура Баї. Разом з батьком брав участь у морських походах проти європейських флотилій. 1729 року після смерті Канходжі отримав титул саркхела. Проте вимушений був розділити родинні володіння зі зведеним братом Самбхаджі.
Переніс свою резиденцію до поселення Колаба (неподалік від батьківської бази Алібаг), де звів фортецю. 1731 року допомагав маратхському війську на чолі із Чимнаджі Аппа облягати столицю князівства Джанджира. В цей час загони моголів на чолі із Газі-ханом атакували околиці Колаби, які сплюндрували. У відповідь Секходжі захопив фортецю Раджкот, полонивши Газі-хана.
1732 року Сіді, раджа Джанджара, під тиском Ангрії та пешви Баджі Рао I поступився половиною своїх володінь з провідними фортецями.
1733 року флот Сенкходжі знову виступив проти Джанджара, допомогаючи пешві захопити столицю князівства проти невдало. Наприкінці року почав перемовини з представництвом Британської Ост-Індської компанії в Бомбеї щодо укладання мирного договору, але помер ще до його підписання. Колабу захопив його зведений брат Манаджі.